# Pile-Tor

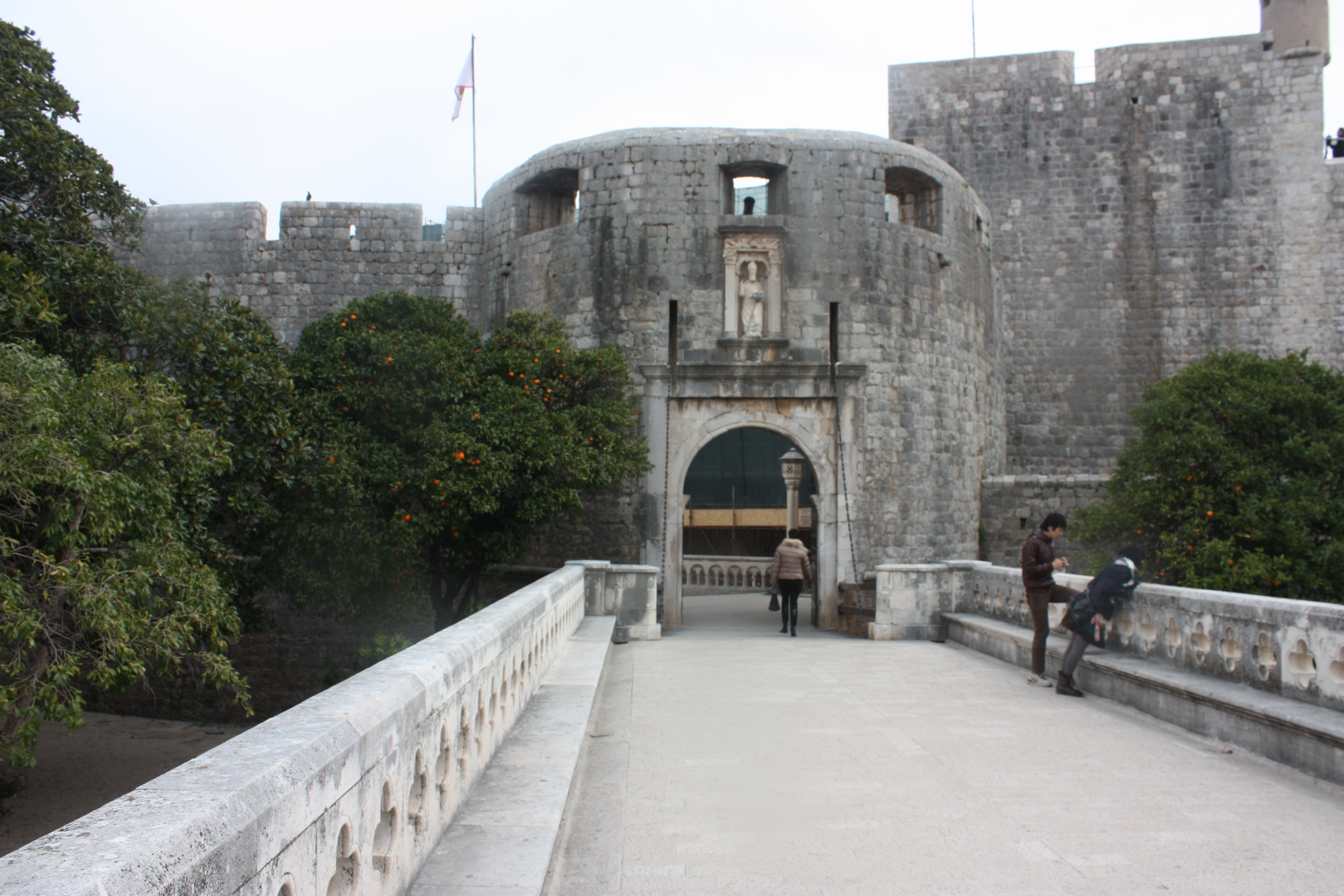
Pile-Tor

Das Pile-Tor ist ein Stadttor in der kroatischen Stadt Dubrovnik. Es befindet sich an der westlichen Seite der Altstadt im früher wirtschaftlich bedeutenden Ortsteil Pile.
Es wurde 1460 an der Stelle eines früheren Tores gebaut. Es handelt sich um einen Komplex gut befestigter Tore und Brücken, die über einen tiefen Burggraben führen; zusätzlich wurde das Tor durch die Festung Bokar geschützt. Das heutige Aussehen des Tores stammt aus dem Jahr 1537, als das äußere Tor mit einem festungsartigen Halbkreisturm umgestaltet wurde.
Zum Pile-Tor, das aus einem inneren und einem äußeren Tor besteht, führt eine steinerne Brücke sowie eine hölzerne Zugbrücke, die früher jeweils abends geschlossen wurde. Die erste Steinbrücke mit lediglich einem Bogen wurde 1397 gebaut und 1471 durch eine neue mit drei Bögen ersetzt (entworfen vom Paskoje Miličević), wovon allerdings nach 1533 ein Bogen zerstört wurde. Das 1397 erbaute erste Tor diente als Vorlage für das 1449/50 erbaute Ploče-Tor.